# 1001 fortællinger om Danmark
1001 fortællinger om Danmark (englisch 1001 stories of Denmark, deutsch Tausendundeine Geschichte über Dänemark) ist eine Website, die von der dänischen Behörde Kulturarvsstyrelsen (seit 2016 Slots- og Kulturstyrelsen) am 5. Mai 2010 ins Leben gerufen wurde. Das rund zehn Millionen Dänische Kronen teure Projekt hält Informationen über die Kulturgüter in Dänemark bereit und wendet sich an in- und ausländische Touristen. Einen ähnlichen Versuch, das Kulturerbe des Landes zu erfassen, gab es bereits 2006 mit dem vom damaligen dänischen Kulturminister Brian Mikkelsen initiierten Kulturkanon. 
Auf Dänemarks erster und größter sozialer Website über die dänischen Kulturgüter wird in kurzen Geschichten Wissen über bedeutende und einzigartige Örtlichkeiten vermittelt, das von 180 führenden Geschichts- und Kulturexperten aufgeschrieben und von Journalisten überarbeitet wird. Kommentare, weitere Erzählungen und Fotos können zur Datenbank von angemeldeten Benutzern – unter ihnen befand sich als einer der ersten der damalige Kulturminister Per Stig Møller – hinzugefügt werden. Unter den Stätten, von denen berichtet wird, finden sich unter anderem Orte wie Städte, Dörfer, Fischerorte, Häfen und frühzeitliche Siedlungsplätze, Bauwerke wie Burgen, Schlösser, Herrenhäuser, Kirchen und Mühlen, Verkehrsbauwerke wie Brücken, Straßen oder Eisenbahnen sowie Dolmen, Grabhügel, Industrie- und militärische Anlagen. Eines der ungewöhnlichsten Kulturgüter auf der Liste stellt dabei der Imbissstand Flyvergrillen in Kastrup dar, der von Flugzeugspottern genutzt wird, um Starts und Landungen auf dem Flughafen Kopenhagen-Kastrup zu beobachten.
Die Geschichten sind als Text- und Audiodateien in dänischer und englischer Sprache online verfügbar und für die Anwendung mit Smartphones wird GPS unterstützt.